# Ебер
Ебер (хебр. עֵבֶר, арап. هود) или Хебер, је библијска личност, чукунунук Нојев, праунук Семов и отац Пелег и Јоктанов. Био је предак Аврамов, који се сматра оцем Јевреја и Арапа.
По јеврејској традицији, Ебер, праунук Семов, одбио је помоћи при градњи Вавилонске куле, па се његов језик није измешао након њеног пада. Он и породица су очували исконски људски језик. Након тога се језик називао Хебрејски односно Јеврејски од Ебер, Хебер, или како га неки називају Еденски или Адамски језик.)
Име „Ебер“ заједно с изразом Хапиру истраживачи Библије сматрају кореном речи "јеврејски", а „ебер“ се најчешће тумачи као „бок“ или „онострано“, али исто тако и као преко, супротна страна или прелаз.
У неким преводима Новог завета, наводи се као Хебер ([Лука 3:35] „“... син Серуг, син Реу, син Пелег, син Хебер, син Шелах...)“. Међутим, не би га требало мешати с Хебером из Старог завета, унуком Ашериовим (Књига постања 46:17) Синови Ашерови: Јимна и Јишва и Јишви и Бериа и њихова сестра Сера. И синови Беријини: Хебер и Малкиел).
Верује се да је Ебер оснивач града Хеброн и да је име добио по њему.
Према традицији, Ебер је умро у 464-тој години живота, када је Јаков имао 20 година. Јеврејски календар смешта тај датум у 1817. п. н. е.